# サウスウェーブ号
サウスウェーブ号（サウスウェーブごう）は、千葉県千葉市と和歌山県和歌山市を結ぶ予約指定制の夜行高速バス路線である。和歌山バスと京成バス千葉イーストの共同運行。和歌山バスでは「和歌山千葉線」、京成バス千葉イーストでは「和歌山線」とも案内されている。

## 概説
幕張新都心・東京ディズニーリゾート (TDR) ・東京都心・横浜と堺・和歌山を結ぶ。東京及び大阪の2大都市を起終点とせず、両大都市の周辺都市同士を直通する特徴を持ち、鉄道・バス結節も重視した停留所設定となっている。なお大阪市には乗り入れない。京葉道路・首都高速道路湾岸線・東名高速道路・東名阪自動車道・西名阪自動車道・阪和自動車道を経由する。
かつては神奈川中央交通 （横浜 - 和歌山系統）、南海電気鉄道 （千葉 - 和歌山系統）、京成バス（子会社の成田空港交通に移管）も担当していた。

## 運行経路
海浜幕張駅 - 西船橋駅 - 東京ディズニーシー - 東京ディズニーランド - 京成上野駅 - 横浜 (YCAT)  ⇔ 堺東駅前 - 堺駅前 - 泉ヶ丘駅 - JR和歌山駅 - 南海和歌山市駅
開放休憩（乗客も車外に出られる休憩）は長らくなかったが、2023年現在では海老名SA（和歌山方面行き）と香芝SA（千葉方面行き）で行われるようになった（他のSA・PAでの停車は乗務員交代と車両点検のみ）。

### 路線統合以前の経路
1998年4月21日に統合される直前の経路を示す。
- 千葉 - 和歌山系統：東京ディズニーランド - 千葉中央駅 - 海浜幕張駅 - 西船橋駅 ⇔ 堺東駅前 - 堺駅前 - 泉佐野駅前 - JR和歌山駅 - 南海和歌山市駅
  - 東京ディズニーランドは開園日のみ経由。千葉方面行きの東京ディズニーランド、千葉中央駅、海浜幕張駅の3停留所は東京ディズニーランドの開園時間によって順番が前後していた。
- 横浜 - 和歌山系統：横浜駅東口バスターミナル - 町田バスセンター - 本厚木駅 ⇔ 泉ヶ丘駅 - 和歌山駅東口 - 和歌山東急イン前 - 南海和歌山市駅

### 廃止された停留所
- 東京テレポート駅 （千葉・横浜 - 和歌山系統）
- 千葉中央駅 （千葉 - 和歌山系統）
- 町田バスセンター （横浜 - 和歌山系統）
- 本厚木駅 （横浜 - 和歌山系統）
- 泉佐野駅前 （千葉 - 和歌山系統）
- 和歌山東急イン前 （横浜 - 和歌山系統）

## 沿革
- 1989年（平成元年）12月22日：横浜 - 和歌山線運行開始[2]。神奈川中央交通と和歌山バスの共同運行[2]。
  - 当時は町田バスセンター経由であった。
- 1991年（平成3年）8月8日：千葉 - 和歌山線運行開始[3]。京成電鉄、南海電気鉄道、和歌山バスの共同運行[3]。
  - 当時は泉佐野駅前経由であった。
- 1995年（平成7年）4月1日：横浜 - 和歌山線が大阪府の泉北ニュータウン（泉ヶ丘駅）乗り入れを開始する。
- 1995年（平成7年）ごろ：千葉 - 和歌山線に海浜幕張駅、西船橋駅、JR和歌山駅停留所を新設[4][5]。
- 1998年（平成10年）4月21日：関西国際空港の開港以降に利用客が減少したため、千葉系統と横浜系統を統合[6]。神奈川中央交通と南海電気鉄道が撤退[6]。
- 2001年（平成13年）9月3日：東京ディズニーシー経由に変更。
- 2002年（平成14年）9月17日：東京テレポート駅乗り入れ開始。
- 2009年（平成21年）
  - 4月16日：京成バスが運行をグループ子会社の成田空港交通へ移管（予約扱い等は京成高速バス予約センターが継続）。
  - 10月1日：京成上野駅乗り入れを開始し、東京テレポート駅を経由しなくなる。堺市内（堺駅、堺東駅、泉ヶ丘駅）からの運賃を値下げ[7]。
- 2012年（平成24年）7月21日：和歌山バス便にプレミアムシートのついた新車が導入される[8]（2024年まで）。

## 使用車両
和歌山バスは原則として三菱ふそう・エアロエースハイデッカー独立3列シート車が使用されていたが、現在は南海バスから転籍した車両も使用されている。成田空港交通は原則として日野・セレガハイデッカー独立3列シート車が使用され、多客期の続行便は三菱ふそう・エアロバスを使用する。

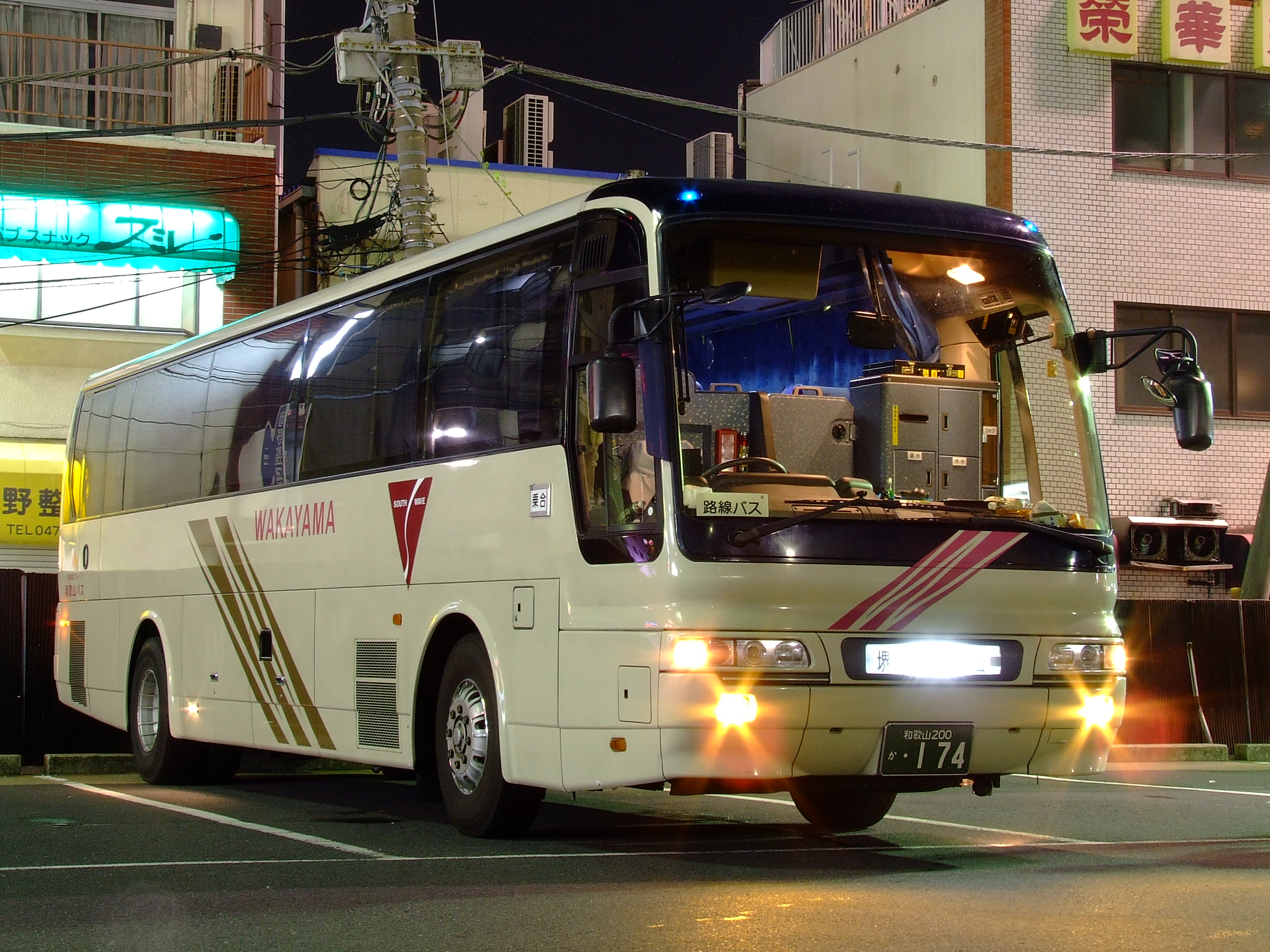
和歌山バス（2007年当時の車両）
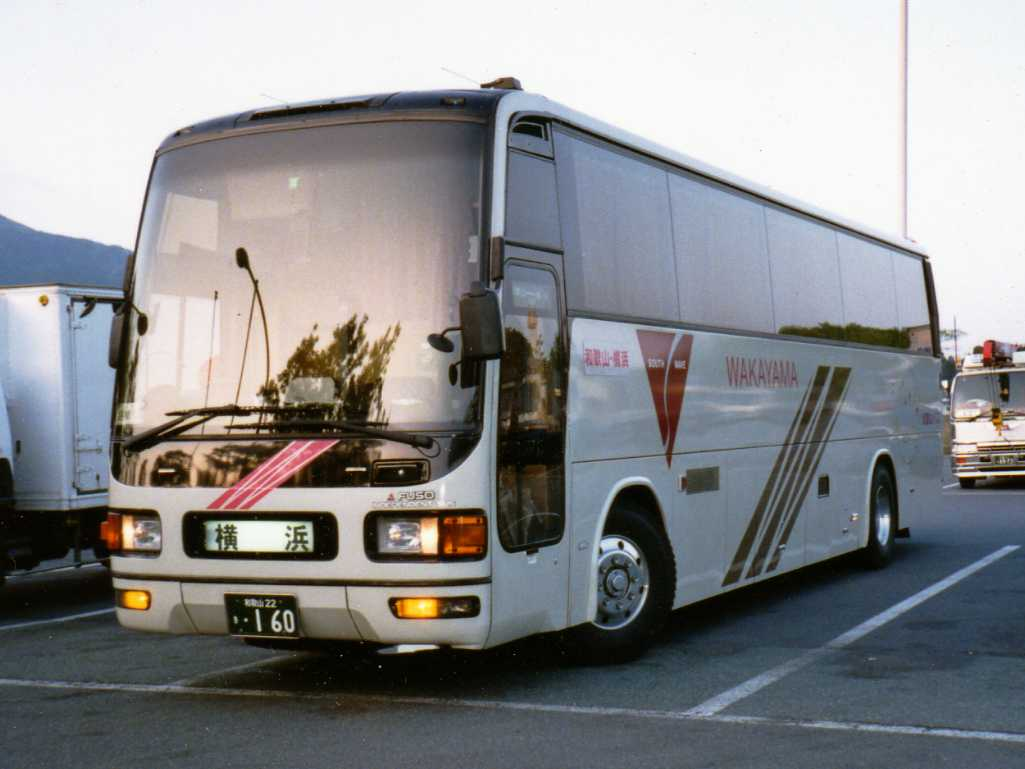
和歌山バス（1993年当時の車両）
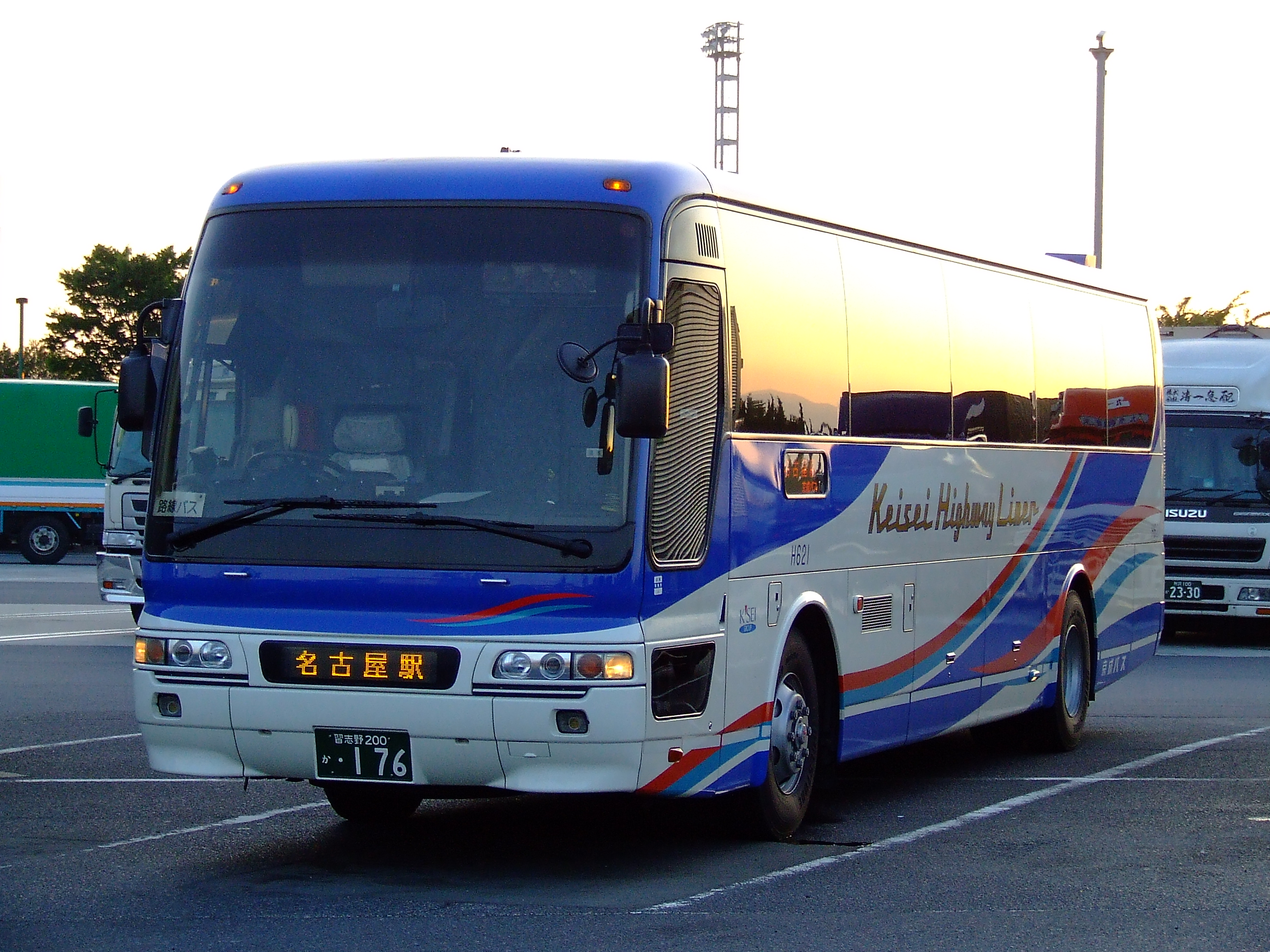
京成バス（以前使用されていた車両、共通運用のファンタジアなごや号）